# Koboko
Koboko è un centro abitato dell'Uganda, situato nella Regione settentrionale e vicino ai confini con la Repubblica Democratica del Congo e il Sudan del Sud.
Si crede che qui sia nato Idi Amin Dada, nel lontano 1925.